# Sistar
Sistar (hangul: 씨스타) var en sydkoreansk tjejgrupp bildad 2010 av Starship Entertainment och som upplöstes 2017.
Gruppen bestod av de fyra medlemmarna Hyolyn, Bora, Soyou och Dasom.

## Medlemmar

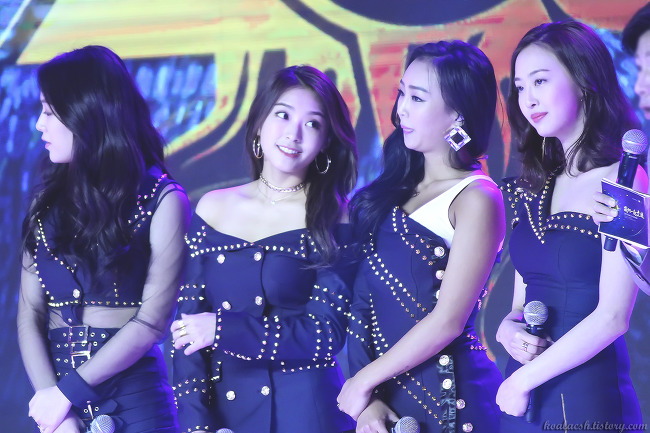
Sistar år 2016

| Artistnamn   | Artistnamn | Födelsenamn  | Födelsenamn | Födelsedatum     |
| Romanisering | Hangul     | Romanisering | Hangul      | Födelsedatum     |
| ------------ | ---------- | ------------ | ----------- | ---------------- |
| Bora         | 보라       | Yoon Bo-ra   | 윤보라      | 30 januari 1990  |
| Hyolyn       | 효린       | Kim Hyo-jung | 김효정      | 11 januari 1991  |
| Soyou        | 소유       | Kang Ji-hyun | 강지현      | 12 februari 1992 |
| Dasom        | 다솜       | Kim Da-som   | 김다솜      | 6 maj 1993       |

## Diskografi

### Album
| Albuminformation                                   | Topplacering          |
| Albuminformation                                   | Sydkorea (Gaon Chart) |
| -------------------------------------------------- | --------------------- |
| So Cool (Studioalbum) - Släppt: 9 augusti 2011     | 11                    |
| Alone (EP-skiva) - Släppt: 12 april 2012           | 3                     |
| Loving U (EP-skiva) - Släppt: 28 juni 2012         | 11                    |
| Give It to Me (Studioalbum) - Släppt: 11 juni 2013 | 5                     |
| Touch N Move (EP-skiva) - Släppt: 21 juli 2014     | 2                     |
| Sweet & Sour (EP-skiva) - Släppt: 26 augusti 2014  | 4                     |
| Shake It (EP-skiva) - Släppt: 22 juni 2015         | 3                     |
| Insane Love (EP-skiva) - Släppt: 21 juni 2016      | 3                     |

### Singlar
| År   | Titel           | Topplacering          |
| År   | Titel           | Sydkorea (Gaon Chart) |
| ---- | --------------- | --------------------- |
| 2010 | "Push Push"     | 9                     |
| 2010 | "Shady Girl"    | 4                     |
| 2010 | "How Dare You"  | 2                     |
| 2011 | "So Cool"       | 1                     |
| 2012 | "Alone"         | 1                     |
| 2012 | "Loving U"      | 1                     |
| 2013 | "Give It to Me" | 1                     |
| 2014 | "Touch My Body" | 1                     |
| 2014 | "I Swear"       | 1                     |
| 2015 | "Shake It"      | 1                     |
| 2016 | "I Like That"   | 1                     |